# Xinqiao, Shanghai
Xinqiao är en köping i Kina. Den ligger i Songjiang i storstadsområdet Shanghai, i den östra delen av landet, omkring 23 kilometer sydväst om den centrala stadskärnan. Antalet invånare är 155 856. Befolkningen består av 70 326 kvinnor och 85 530 män. Barn under 15 år utgör 9,0 %, vuxna 15-64 år 85 %, och äldre över 65 år 4,0 %.